# Campeonato Mundial de Ginástica Artística de 2011 - Barras assimétricas feminino
A competição das barras assimétricas feminino do Campeonato Mundial de Ginástica Artística de 2011 foi sua final disputada no dia 15 de outubro. A qualificatória que definiu as ginastas finalistas foi disputada em 7 e 8 de outubro.

## Medalhistas
| Ouro   | RUS Viktoria Komova |
| Prata  | RUS Tatiana Nabieva |
| Bronze | CHN Huang Qiushuang |

## Resultados

### Qualificatória
Esses são os resultados da qualificatória.
| Pos. | Ginasta               | Total  | Nota |
| ---- | --------------------- | ------ | ---- |
| 1    | RUS Viktoria Komova   | 15,733 | Q    |
| 2    | FRA Youna Dufournet   | 15,066 | Q    |
| 3    | JPN Koko Tsurumi      | 14,933 | Q    |
| 4    | CHN Huang Qiushuang   | 14,900 | Q    |
| 5    | RUS Tatiana Nabieva   | 14,883 | Q    |
| 6    | USA Gabrielle Douglas | 14,866 | Q    |
| 7    | USA Jordyn Wieber     | 14,800 | Q    |
| 8    | JPN Asuka Teramoto    | 14,683 | Q    |
| 9    | CHN Yao Jinnan        | 14,566 | R    |
| 10   | JPN Rie Tanaka        | 14,466 |      |
| 11   | JPN Yu Minobe         | 14,433 |      |
| 12   | GER Elisabeth Seitz   | 14,433 | R    |
| 13   | GBR Elizabeth Tweddle | 14,433 | R    |

- Q - qualificada para a final
- R - reserva

### Final
Esses são os resultados da final.
| Pos. | Ginasta               | Nota D | Nota E | Pen. | Total  |
| ---- | --------------------- | ------ | ------ | ---- | ------ |
|      | RUS Viktoria Komova   | 6,700  | 8,800  |      | 15,500 |
|      | RUS Tatiana Nabieva   | 6,600  | 8,400  |      | 15,000 |
|      | CHN Huang Qiushuang   | 6,700  | 8,133  |      | 14,833 |
| 4    | USA Jordyn Wieber     | 6,300  | 8,200  |      | 14,500 |
| 5    | USA Gabrielle Douglas | 6,300  | 7,900  |      | 14,200 |
| 5    | JPN Asuka Teramoto    | 6,300  | 7,900  |      | 14,200 |
| 7    | JPN Koko Tsurumi      | 6,400  | 7,666  |      | 14,066 |
| 8    | FRA Youna Dufournet   | 6,300  | 6,341  |      | 12,641 |